# Domenico Bartolucci
Domenico Bartolucci (Borgo San Lorenzo, 7 de maio de 1917 - 11 de novembro de 2013) foi um sacerdote e musico italiano, feito cardeal por papa Bento XVI em 2010.
Padre Domenico foi Magister Perpetuus  da Capela Musical Pontifícia Sistina e academico de Santa Cecília, conhecido como compositor e também como diretor.
Foi diretor do coro da RAI e das principais corais italianas em Roma, Veneza, Trieste, Palermo.

## Honrarias
- Ordem de Mérito de 1ª Classe - Cavaleiro de Grã Cruz: — Roma, 1 de agosto de 1994

- Cavaleiro de Grã Cruz da Ordem Equestre do Santo Sepulcro de Jerusalém

- Balì Cavaleiro de Grã Cruz de honra e devoção para os cardeais de Santa romana Igreja da Ordem Soberana e Militar de Malta: — Roma, 28 de maio de 2013